# Stilbia sicula
Stilbia sicula là một loài bướm đêm trong họ Noctuidae.